# Bílé přilby (občanská válka v Sýrii)
Bílé přilby, oficiálním názvem Syrská civilní obrana (arabsky الدفاع المدني السوري, anglicky Syria Civil Defence), je dobrovolnická organizace civilní obrany, která v současné době působí v oblastech pod kontrolou rebelů v Sýrii. Nezaměňovat s vládní syrskou civilní obranou, která působí na územích kontrolovaných vládou a je od roku 1971 součástí ICDO (International Civil Defence Organization).

## Historie
Záchranné týmy, z nichž později vznikly Bílé přilby, se objevily na konci roku 2012, kdy v rámci občanské války v Sýrii vládní jednotky prezidenta Bašára al-Asada začaly ztrácet značné množství území ve prospěch tzv. rebelů, tedy Svobodné syrské armády. To vedlo k posunu v taktice vládních sil, kdy syrská armáda i syrské letectvo začaly cíleně a systematicky bombardovat civilní cíle na územích pod nadvládou opozičních sil. Na to začali dobrovolníci z postižených komunit, zejména v Aleppu a Idlibu, vytvářet malé skupiny na pomoc sousedům zraněným při bombardování nebo uvězněným pod troskami zničených budov. Velmi rychle se klíčovým faktorem rozvoje těchto skupin do organizace stala odborná příprava a finanční i jiná podpora od široké škály zahraničních partnerů - včetně donorů z řad vlád v Evropě, Spojených států a Japonska; turecké organizace AKUT Search and Rescue Association; a řady neziskových organizací, soukromých osob, veřejných sbírek a charitativních organizací.
Místní a provinční orgány v oblastech pod nadvládou rebelů po spojení s Jamesem Le Mesurierem, poradcem organizace ARK a bývalým britským armádním důstojníkem, a tureckou organizací AKUT na začátku roku 2013 vytvořili pro dobrovolníky první tréninkové programy. ARK usnadnila vstup dobrovolníků do Turecka, kde mohli být vyškoleni organizací AKUT. Školení zpočátku zahrnovala práci s traumaty, velení, řízení a řešení krizí. V průběhu dalších dvou let se počet nezávislých záchranářských skupin rozrostl na několik desítek, a to díky absolventům prvních školení, kteří zakládali nové skupiny (jako např. Raed Saleh). Na konferenci těchto nezávislých skupin byla dne 25. října 2014 založena národní organizace Syrská civilní obrana.
Syrská civilní obrana se rozrostla v organizaci s více než 3 000 dobrovolníky působícími ve 111 místních centrech pod 8 oblastními ředitelstvími (Aleppo, Idlib, Latakia, Hamá, Homs, Damašek, Damašek venkov a Dará). V lednu 2017 představitelé Bílých přileb uvedli, že od roku 2014, kdy začali počítat, zachránili více než 80 000 osob postižených občanskou válkou. Podle listu The Economist byl přibližně jeden ze šesti příslušníků Bílých přileb zabit nebo těžce raněn, mnoho z nich po náletech ruské a syrské armády na místa, kde právě hledali přeživší předchozích náletů. Bílé přilby byly za rok 2016 nominovány na Nobelovu cenu za mír a ve stejném roce byly oceněny „alternativní Nobelovou cenou“, Right Livelihood Award.
Dne 14. prosince 2016, když vládní vojska převzala kontrolu na východním Aleppem, požádal ředitel Bílých přileb Raed Saleh o bezpečný průchod členů organizace do oblastí pod kontrolou rebelů (kteří momentálně ovládali okolí Aleppa). Bílé přilby se spojily s organizacemi Syrian Network for Human Rights, Independent Doctors Association a Violations Documentation Center, a společně vydanou zprávou pro Nezávislou mezinárodní vyšetřovací komisi pro Syrskou arabskou republiku obvinili ruské síly z válečných zločinů ve východním Aleppu.

## Činnost
Posláním Bílých přileb je dle jejich vyjádření "zachránit co největší počet lidí v co nejkratším čase a minimalizovat další zranění osob a poškození majetku." Jejich práce zahrnuje 15 úkolů civilní obrany stanovených mezinárodním humanitárním právem. Převážná část jejich činnosti v Sýrii se skládá z urbánních pátracích a záchranných akcí v reakci na bombardování, dále z lékařských převozů, evakuace civilistů z nebezpečných oblastí a poskytování základních služeb.
Nejvýznačnější úlohu sehrávají Bílé přilby při záchraně civilistů po náletech, při kterých jsou z vrtulníků syrského vládního letectva shazována improvizovaná výbušná zařízení - barelové bomby.
Poté, co 30. září 2015 do syrského konfliktu po boku Bašára Asada zasáhlo Rusko, se hlavní náplní činnosti Bílých přileb staly reakce na letecké útoky ruských vzdušných sil.
Kromě záchranářských prací provádí Bílé přilby opravářské práce jako zabezpečování poškozených budov, opětovné připojování do elektrické a vodohospodářské sítě, čištění komunikací, poučování dětí o nebezpečí nevybuchlé munice atd.
Protože činnost Bílých přileb obnáší nesčetná rizika působení ve válečných zónách, je jejich práce často označována jako nejnebezpečnější práce na světě. Od založení organizace v říjnu 2014 bylo do srpna 2016 zabito 159 jejích příslušníků.
Roční rozpočet Bílých přileb ve výši 30 mil. dolarů je poskládán z příspěvků vlád i z veřejných sbírek. Dobrovolníci, kteří pracují na plný úvazek, jsou měsíčně odměněni 150 dolary.
Koordinační kancelář i výcvikové centrum Bílých přileb jsou v Turecku, koordinační kancelář ve městě Gaziantep u hranic se Sýrií.

## Spolupráce a financování
Oficiálně jsou Bílé přilby nestrannou humanitární nevládní organizací, bez příslušnosti k jakémukoliv politickému nebo vojenskému činiteli a se závazkem poskytovat služby komukoliv, kdo je potřebuje. Stejně jako všechny nevládní organizace působící v oblastech kontrolovaných opozicí, Bílé přilby vyjednávají o humanitární pomoci s různými institucemi a organizacemi, jako jsou místní zastupitelstva, provinční rady a ozbrojené skupiny, přičemž jejich vztahy se značně liší oblast od oblasti.
Bílé přilby úzce spolupracují s nizozemskou nevládní organizací Mayday Rescue Foundation. Jejím programovým ředitelem pro Sýrii je Farouq Habib, který je uváděn jako vedoucí mezinárodních vztahů Bílých přileb.
V květnu roku 2015 se ředitel Bílých přileb Raed Saleh a ředitel Mayday Rescue Foundation James Le Mesurier, setkali s několika diplomaty Rady bezpečnosti OSN a Evropské unie, aby se zasadili o prosazení bezletové zóny nad některými částmi Sýrie. Problematika bezletových zón byla diskutována na zasedání Valného shromáždění OSN v září 2015.
Bílé přilby dostávají charitativní podporu od Spojených států, Spojeného království a dalších západních vlád. Zpočátku bylo největším zdrojem financí britské ministerstvo zahraničních věcí a Commonwealthu (Foreign and Commonwealth Office) prostřednictvím Nadace Mayday Rescue Foundation. V roce 2016 Bílé přilby na svém webu uvádí, že jsou částečně financovány také prostřednictvím společnosti Chemonics (Chemonics International), soukromé mezinárodní rozvojové společnosti se sídlem v USA. Mezi přispěvatele nyní patří The Peace and Stabilization Operations Program kanadské vlády, vlády Dánska a Německa, vládní Japan International Cooperation Agency, ministerstvo zahraničních věcí Nizozemska, a Nového Zélandu, vládní Agentura Spojených států amerických pro mezinárodní rozvoj (USAID) a Conflict, Stability and Security Fund vlády Spojeného království (CSSF).
USAID přispěla od roku 2013 do března 2016 nejméně 23 miliony dolarů. Britská vláda poskytla v období od roku 2012 do listopadu 2015 finanční prostředky ve výši 15 milionů liber a od října 2016 se zvýšila na 32 milionů liber.
Bílé přilby také obdržely individuální dary online na svůj "Hero fund", ze kterého poskytují léčbu raněným dobrovolníkům a podporu jejich rodin.
Bílé přilby jsou podporovány z řady externích dárcovských vlád. Zpočátku bylo největším zdrojem financování Ministerstvo zahraničních věcí Spojeného království, které organizaci podporovalo prostřednictvím Mayday Rescue Foundation. V roce 2016 Bíle přilby přiznaly, že jsou také částečně financovány prostřednictvím Chemonics, soukromé mezinárodní developerské společnosti se sídlem v USA.
Mezi finanční podporovatele nyní patří také Canadian government Peace and Stabilization Operations Program, Dánská vláda, Německá vláda, Mezinárodní agentura pro spolupráci v Japonsku, Nizozemské Ministerstvo zahraničních věcí, Novozélandské Ministerstvo zahraničních věcí, United States Agency for International Development (USAID), United Kingdom Conflict, Stability and Security Fund (CSSF). Největším dárcem, které přispěly nejméně 23 milionů amerických dolarů od roku 2013 do března 2016 je Agentura Spojených států amerických pro mezinárodní rozvoj. Britská vláda poskytla 15 milionů v letech 2012 a od listopadu 2015 do října 2016 zvýšila dotace na 32 milionů liber
„Nebudeme to skrývat, můžeme připustit,že zdroje financování pochází z USA, Velké Británie, Německa, z Nizozemska,“ řekl Abdulrahman Al Mawwas, hlavní styčný důstojník Bílých přileb v roce 2016.
Bílé přilby také přijímají dary on-line, prostřednictvím jejich „Hero fondu", který zajišťuje léčbu zraněných dobrovolníků a podporuje jejich rodiny.[zdroj⁠?!]

## Publicita
Bílé přilby jsou široce citovány a zastoupeny v regionálním i mezinárodním mediálním pokrytí konfliktu v Sýrii. Ředitel Bílých přileb Raed Saleh byl otevřeným odpůrcem bombardování civilního obyvatelstva na jednáních Rady bezpečnosti OSN a dalších mezinárodních orgánů, které se tímto tématem několikrát zabývaly.
Program britské vlády na podporu syrských žurnalistů a mediálních aktivistů s rozpočtem 5.3 milionů liber zahrnoval i podporu zpravodajství vytvořeného skupinami občanské společnosti a podporu hlášení aktivit Bílých přileb na sociálních sítí Twitter a Facebook.
Streamingová služba Netflix vydala 16. září 2016 dokumentární film nazvaný White Helmets. Film získal ocenění nejlepší dokument (krátký dokumentární film) na 89. ročníku udílení Cen Akademie (Oscar).
Známý člen týmu Bílých přileb v Aleppu, Khaled Omar Harrah, přezdívaný "dětský záchranář", byl v srpnu 2016 zabit v Aleppu při leteckém útoku. Dalším známým členem je Abu Kifah, který zachránil dítě z trosek ve městě Idlib.
Vrchní velitel organizace Tahrir al-Sham Abu Jaber Shaykh pochválil Bílé přilby za jejich humanitární práci.

## Kontroverze
Podle investigativních novinářů a analytiků se Bílé přilby staly cílem systematické informační kampaně ruské vlády, syrské vlády a jejich příznivců, kteří zpochybňují nestrannost organizace a obviňují ji, že podporuje "teroristy". Fact-checková organizace (organizace kontrolující fakta) Snopes.com uvedla, že tato tvrzení jsou neopodstatněná. Několik novinářů rovněž vneslo pochybnosti ohledně důvěryhodnosti jednotlivců, kteří obviňují Bílé přilby, a vazeb těchto jednotlivců na příslušné vlády.
Bílé přilby byly opakovaně obviněny ze sympatií a spolupráce s islamistickými skupinami, především Džabhat al-Nusra. Příslušníci Bílých přileb se podle britské novinářky Vanessy Beeley, kterou cituje RT, zúčastnili popravy civilisty v Aleppu a následně odklidili jeho tělo. Další incident, při němž byli dva příslušníci Bílých přileb přítomni popravě civilisty a následně odklidili jeho tělo, se odehrál ve městě Jasim v provincii Dará na jihu země. Bílé přilby k tomuto případu vydaly tiskovou zprávu, kde uvádí, že oba členové byli pro porušení pravidel suspendováni.
Vanessy Beeley přinesla z Aleppa svědectví civilistů žijící ve východní části města, kteří tvrdili, že nemocnice byly jen pro rebely a civilistům pomáhali pouze, když běžely kamery. Někteří příslušníci Bílých přileb byli obviněni z okrádání zraněných a mrtvých. Jeden člověk obvinil lékaře Bílých přileb, že jeho dceři podal injekci naplněnou vzduchem.
V dubnu 2016 úředníci na letišti v Dulles zamítli vstup do USA řediteli Bílých přileb, Raedu Salehovi, který si jel vyzvednout Cenu humanitární pomoci 2016 od organizace InterAction, sídlící ve Washingtonu D.C. Úřad USA pro cla a ochranu hranic (U.S. Customs and Border Protection) nezveřejnil důvody, proč bylo Salehovi zabráněno ve vstupu do země. Od té doby byla nicméně Salehovi udělena dvě víza do USA (a také do několika evropských zemí).
Kritizováno také bývá to, že Bíle přilby jsou často spolu s rebely jediným zdrojem pro mnoho zpráv, které přebírají Al-Džazíra, Al-Arabíja a také západní zpravodajské stanice.